# Larry Diamond

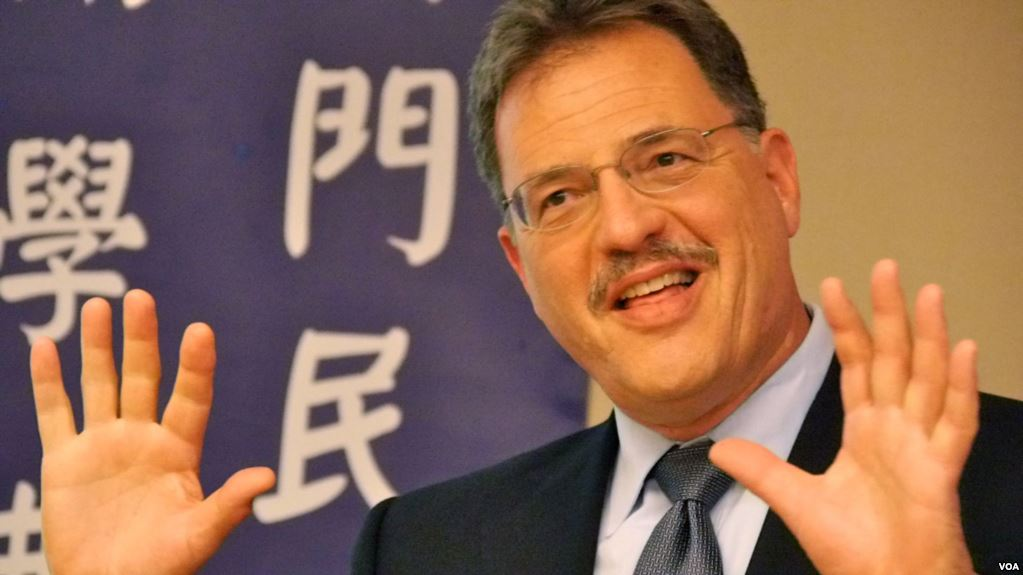
Larry Diamond em 2014

Larry Jay Diamond (nascido em 2 de outubro de 1951) é um sociólogo político norte-americano e um dos principais estudiosos contemporâneos no campo dos estudos da democracia. Diamond é membro sênior do Freeman Spogli Institute for International Studies, que é o principal centro de pesquisa sobre questões internacionais da Universidade de Stanford. No Instituto, Diamond atua como diretor do Centro de Democracia, Desenvolvimento e Estado de Direito.
Diamond atuou como consultor de várias organizações governamentais e internacionais em vários momentos de sua vida, incluindo o Departamento de Estado dos Estados Unidos, as Nações Unidas, o Banco Mundial e a Agência dos EUA para o Desenvolvimento Internacional. Ele é co-editor fundador do Journal of Democracy e do National Endowment for Democracy. Ele também é coordenador do Projeto de Democracia do Irã da Hoover Institution, juntamente com Abbas Milani e Michael McFaul.

## Carreira
Diamond obteve um bacharelado em Organização Política e Comportamento em 1974, um mestrado no Food Research Institute em 1978 e um PhD em Sociologia em 1980, todos na Universidade de Stanford.
Diamond foi professor assistente de Sociologia na Universidade Vanderbilt (1980-1985). Ele foi codiretor fundador do Fórum Internacional de Estudos Democráticos do National Endowment for Democracy (1994–2009).
Diamond foi nomeado "Professor do Ano" de Stanford em maio de 2007. Nas cerimônias de formatura de junho de 2007, ele recebeu o Prêmio Dinkelspiel por Contribuições Distintas à Educação de Graduação. Entre as muitas razões para Diamond receber este prêmio, citou-se que ele promoveu o diálogo entre estudantes judeus e muçulmanos.

### Iraque pós-2003
No início de 2004, Diamond era um consultor sênior em governança da Autoridade Provisória da Coalizão no Iraque.
Seu livro Squandered Victory: The American Occupation and the Bungled Effort to Bring Democracy to Iraq, publicado em 2005, foi uma das primeiras análises críticas públicas da estratégia americana pós-invasão do Iraque.

## Visões sobre a democracia
Apesar do aumento da democracia em todo o mundo até a década de 1990, Diamond acredita que a democracia deve melhorar onde já existe antes que possa se espalhar para outros países. Ele acredita que resolver a governança de um país, em vez de sua economia, é a resposta. Todos os países democráticos precisam ser responsabilizados pela boa governança, não apenas quando lhes convém. Sem melhorias significativas na governança, o crescimento econômico não será sustentável. Como Diamond afirmou em seu livro The Spirit of Democracy: The Struggle to Build Free Societies Through the World (O Espírito da Democracia: A Batalha Para Construir Sociedades Livres Pelo Mundo), "para que as estruturas democráticas perdurem - e sejam dignas de resistência - elas devem ouvir as vozes de seus cidadãos, engajar sua participação, tolerar suas protestos, proteger suas liberdades e responder às suas necessidades".
Ao contrário de muitos outros cientistas políticos, Diamond não considera o desenvolvimento econômico, ou a falta dele, como o fator número um no declínio da democracia. Diamond afirma que a eficiência do governo é o primeiro problema. Se o governo não puder fornecer um campo de jogo econômico e político seguro e igualitário, qualquer trabalho na promoção do desenvolvimento econômico será inútil. Ele cita o presidente queniano Mwai Kibaki como exemplo. Kibaki ajudou o Quênia a atingir alguns de seus níveis mais altos de crescimento econômico, mas não conseguiu lidar com a corrupção em massa, o que levou a alegações de fraude em sua eleição presidencial de 2007, que por sua vez explodiu em violência.
Diamond acredita que se a governança não for melhorada nos estados democráticos, as pessoas se voltarão para alternativas autoritárias. Isso levará a estados predatórios. Estados predatórios produzem sociedades predatórias: as pessoas não obtêm riqueza e uma melhor qualidade de vida por meio de formas benéficas para todo o país, mas enriquecem aproveitando o poder e o privilégio, roubando do Estado e diminuindo o poder da lei. Para garantir que estados predatórios não ocorram, as instituições devem ser postas em prática para estabelecer controle e ordem.